# Чернышов, Михаил Иванович
Михаил Иванович Чернышов (15 февраля 1945, Москва) — русский и американский художник геометрической абстракции.
Михаил Чернышов в своем творчестве параллельно разрабатывал два основных направления: поп-арт и геометрическая абстракция. «Для меня формальная игра является основой искусства, а смысл – это вторичная функция произведения. Экспериментирование с чистыми геометрическими формами стало моей задачей с самого начала».

## Основные даты творчества
- 1957 год — знакомство с современной живописью (фестивальная выставка в парке культуры)
- 1959 год — первые работы после посещения национальной Американской выставки в Сокольниках. Начало изучения современной живописи.
- 1960 год — начало осознанной работы: серии самолетов, фургонов, солдат
- 1960-е годы — в течение трех лет ежедневно посещал Библиотеку иностранной литературы, изучая современное западное искусство
- 1961 год — геометрические работы
- 1962 год — серии «Земля круглая» и самолеты. Проведение выставки «Красный грузовик» на квартире Михаила Рогинского в Мневниках. Французская национальная выставка.
- 1963 год — знакомство с Игорем Мидом, автором изданной в 1967 году книги «Неофициальное искусство в Советском Союзе», Университет Беркли, Калифорния.
- 1964 год — выставка «Поп-арт в СССР» в бывшем кинотеатре «Диск» совместно с Рогинским, Паниным, Перченковым.
- 1965 год — учился в Загорской школе искусств и в  Московском Государственном Университете
- 1965 год — выставка «Американские самолеты и ракеты» в Институте биофизики.
- 1966–73 годы — «изящный» стиль — «Сложная» шотландка», «Самолетное рококо» графический период утонченных рисунков. /Период изоляции и тяжелой болезни/
- 1974 год — участие в групповой выставке в Измайлове
- 1975 год — квартирные выставки с М. Рогинским, В. Комаром, А. Меламидом и др. ; выставка произведений московских художников на ВДНХ, Дом культуры;  проведение хэппенинга «30–летие ООН»
- 1976 год — весенние квартирные выставки. На квартире М. Чернышова совместно с В. Колейчуком.
- 1976 год  — М. Чернышов, Б. Бич – Воронцовский парк. Хепенинг «Удвоение I» с последующей выставкой на квартире Б. Бича.
- С 1977 года Чернышов работает в «чистой геометрической абстракции», предоставляет целый ряд произведений на выставки в СССР и за рубежом.
- 29 июня 1978 — очередная акция «Удвоение — 2» (М.Чернышов, Б.Бич, В.Длугий, А.Власов, К.Звездочётов).
- 1978 год — ретроспективная персональная выставка (1961-78) в Горкоме графиков, Малая Грузинская, 28, Москва.
- 1979 год — выставка «Цвет, форма, пространство» групповая, (В. И. Чуйков, И.Кабаков, В. Колейчук, М. Штейнберг и т.д.) в МОКХГ, Москва.
- 1979–1980 годы — квартирные выставки, квартира Жердева, Москва.
- 1979 год — выставка «20 Jahre unabhongige Kunst aus der Sowjetunion», Museum Bochum, ФРГ, Бохум.
- 1980 год — эмигрировал из СССР. С 1981 живет и работает в США
- С 1980 по 1993 год персональные и групповые выставки проходили: в Нью-Йорке, Вашингтоне, Питтсбурге, Ричмонде, Сиэтле (США); Ванкувере (Канада); Москве, Куйбышеве (СССР).
- 1981 год — групповая выставка «Русская Новая волна» (Бахчанян, Герловины, Комар и Меламид, Нуссберг, Соков, и т.д.), русский Арт Центр Н.Доджа, Сохо, Нью-Йорк.
- 1987 год — «Агрессивные символы», ретроспективная персональная  выставка в галерее Exit Art, 578 Broadway, New York.
- 1989 год — работы были представлены на выставке, галерея Кара, 872 Madison Ave, New York, NY.
- 1990 год — «Другое искусство 1956-76» (ретроспектива русского искусства), Государственная Третьяковская галерея, Москва, Русский государственный музей, Ленинград.
- 1991 год — «Советское современное искусство» (групповая выставка) Setagaya художественный музей, Токио.
- 1993 год — выставка «Рогинский, Турецкий, Чернышов», Центральный дом художника, Москва.
- 1993 год — «Черная и белая геометрия», Джерси.
- 2002 год — выставка в Москве «Манеж: 40 лет нонконформистского искусства»; на двух выставках: в галерее «Sandmann» «Не - опасно: Ю.Злотников и М.Чернышов» и «Атака. М.Чернышов», произведения.
- 1961 - 2002 годов в галерее Ifa, Берлин.
- 2003 год — январь коллективные выставки: «Московская абстракция. Вторая половина XX века» в ГТГ; «Место встречи Москва 1970 и время после» и «Побег в искусство. Московские художники 50-80-х гг.» в галерее «Sandmann», Германия.
- 2005 год — групповая выставка «bellum bellum» - три поколения русских художников «в галерее «Sandmann», Германия, а в сентябре - ноябре - на выставке «Русский поп-арт» в Третьяковской галерее.
- 2006 год — выставка «Михаил Чернышов: «Геометрия» Работы 1961 - 2003 гг.» в галерее «Sandmann», Берлин; групповая выставка в галерее «Sandmann».
- 2013 год — выставка «Михаил Чернышов: работы 1981-1993», Государственный Центр Современного Искусства, Москва.

## Персональные выставки
- 1962 — «Красный грузовик». Квартира брата М. Рогинского, Москва.
- 1965 — «Американские самолёты». Институт биофизики АН СССР, Москва.
- 1978 — ретроспективная персональная выставка (1961-78). Горком графиков, Малая Грузинская, 28, Москва.
- 2006 – «Михаил Чернышов: «Геометрия» Работы 1961 - 2003 гг.». Галерея «Sandmann».
- 2013 - «Михаил Чернышов: работы 1981-1993». Государственный центр современного искусства, Москва.

## Монографии
Автобиография
1. Чернышов М.И. Михаил Чернышев, Москва 1961-67. - Нью-Йорк, 1988. - 128 с.
2. Барабанов Е.В. Собрание Ленца Шёнберг. Европейское движение в изобразительном искусстве с 1958 года по настоящее время. Stuttgart: Эдицион Канц. - 1989. - 262с.
3. Обухова А. Орлова М. Живопись без границ. От поп-арта к концептуализму. История живописи XX века (1960 – 1970). М.: Галарт, 2001. – 175 с.
4. Талочкин Л.П., Алпатова И.Г. Другое искусство. Москва. 1956-76. Том I. - М., Интербук, 1991. – 235 с.
29. Талочкин Л.П., Алпатова И.Г. Другое искусство. Москва 1956-76. Том II. – М.: Интербук, 1991. – 344 с.
5. Флорковская А.К. Малая Грузинская, 28. Живописная секция Московского объединения художников-графиков. 1976-1988. - М.: Памятники исторической мысли, 2009. – 254 с.
Статьи
6. Гробман М.Я. Второй русский авангард // Зеркало – Тель-Авив, 2007. – №29,30. 
7. Ерофеев А.В. Забытый стиль. Русский поп-арт / А.В.Ерофеев - М., 2005. – 16 с.
8. Виталий Пацюков. Игра в техническую воспроизводимость // Искусство. - Москва. 2012. -№4
9. Левкова-Ламм И. От утопии к агрессивной символике // Русский Нью-Йорк. - Нью-Йорк. 1986. – 67 с.
Иностранная литература
10. Jeanette Ingberman, Timothy Corhrs. Michael Chernishov. Aggressive symbols. - New York: EXIT ART, 1978. – 24 p.
11. Komar and Alexander Melamid. Black and white Geometry, NJ, 1993. 
12. Mead J. Shekloha P. Unofficial Art in the Soviet Union. Berkeley, 1967.

## Работы находятся в собраниях
- Государственная Третьяковская галерея, Москва.
- Государственный Центр современного искусства, Москва
- Музей «Другое искусство», Москва.
- Музей Джейн Вурхис Зиммерли, коллекция Нортона и Нэнси Додж, Рутгерский университет, Нью-Брансуик, Нью-Джерси, США.
- Государственный Русский музей, Санкт-Петербург.
- Музей АРТ4, Москва.
- Галерея Марины Зандманн